# آهوچه پشت‌زرد
آهوچه پشت‌زرد (نام علمی: Cephalophus silvicultor) نام یک گونه از زیرخانواده غزالک است.